# Edgard Guedes
Edgard Guedes ist ein uruguayischer Politiker.
Guedes, der der Partido Colorado und dort dem Flügel der Unión Nacional Reeleccionista angehörte, saß in der 41. Legislaturperiode als Abgeordneter für das Departamento Montevideo vom 15. Februar 1972 bis zu seinem Rücktritt am 20. Februar 1973 in der Cámara de Representantes. Am 16. Mai 1972 brachte er eine Gesetzesinitiative ein, in der vorgesehen war, Ausländern den Erwerb oder die Pacht von Grundstücken lediglich bis zu einer Größe von maximal 500 Hektar zu gestatten.